# Parador Ariston
El Parador Ariston es una obra arquitectónica diseñada por Marcel Lajos Breuer, ubicada en la ciudad argentina de Mar del Plata. Es un exponente del Movimiento Moderno, y respeta cuatro de los cinco postulados de Le Corbusier (elevación sobre pilotis, planta libre, fachada libre, ventanas horizontales).
Desde 2019, es Monumento Histórico Nacional de Argentina.

## Historia
Construido en 1948 durante dos meses, es la única obra realizada por Breuer en Latinoamérica. Su construcción fue encargada por la Facultad de Arquitectura de la Universidad de Buenos Aires, y en ella participaron también los arquitectos argentinos Carlos Coire y Eduardo Catalano. Tenía como objetivo promocionar la venta de lotes en un desarrollo inmobiliario cercano.
Desde 1993, se encuentra en estado de abandono.

## Diseño
Su diseño, con un doble trébol flotante de hormigón, sostenido por cuatro columnas delgadas que no son visibles desde el exterior y losetas de lava volcánica, rodeado por ondas de vidrio y madera, es considerado adelantado a su época. Cuenta también con materiales regionales, como la piedra utilizada en el muro posterior, y la madera en los revestimientos y aberturas. Sus planos se exhiben en los museos de arquitectura de Londres y Nueva York.

### Usos
Inicialmente, el edificio fue pensado para funcionar como cafetería/restaurant. Las características de su diseño permitían que todas las mesas estuvieran ubicadas junto a una ventana. Su época de esplendor fue en la década de los cincuenta, cuando funcionó como confitería y restaurante. Sin embargo, luego comenzó a caer en desgracia. Durante los años setenta funcionaron allí distintas confiterías, y en los años ochenta, el café-bar Bruma y Arena.  Albergó también la Discoteca Maryana y, al inicio de los años noventa, funcionó en un anexo al edificio la Parrilla Perico. Estos usos modificaron la estructura original, y degradaron su diseño.

## Actualidad

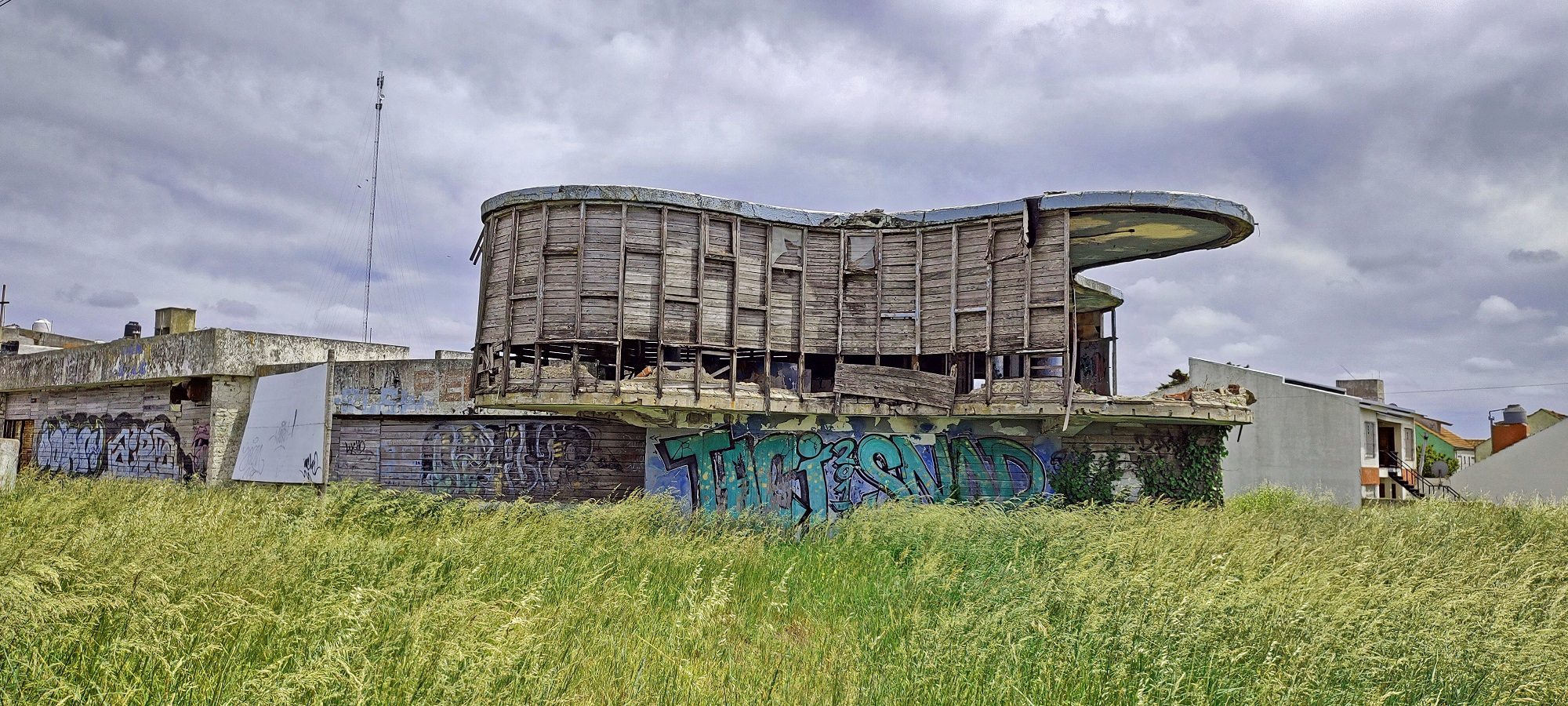
Estado en 2021

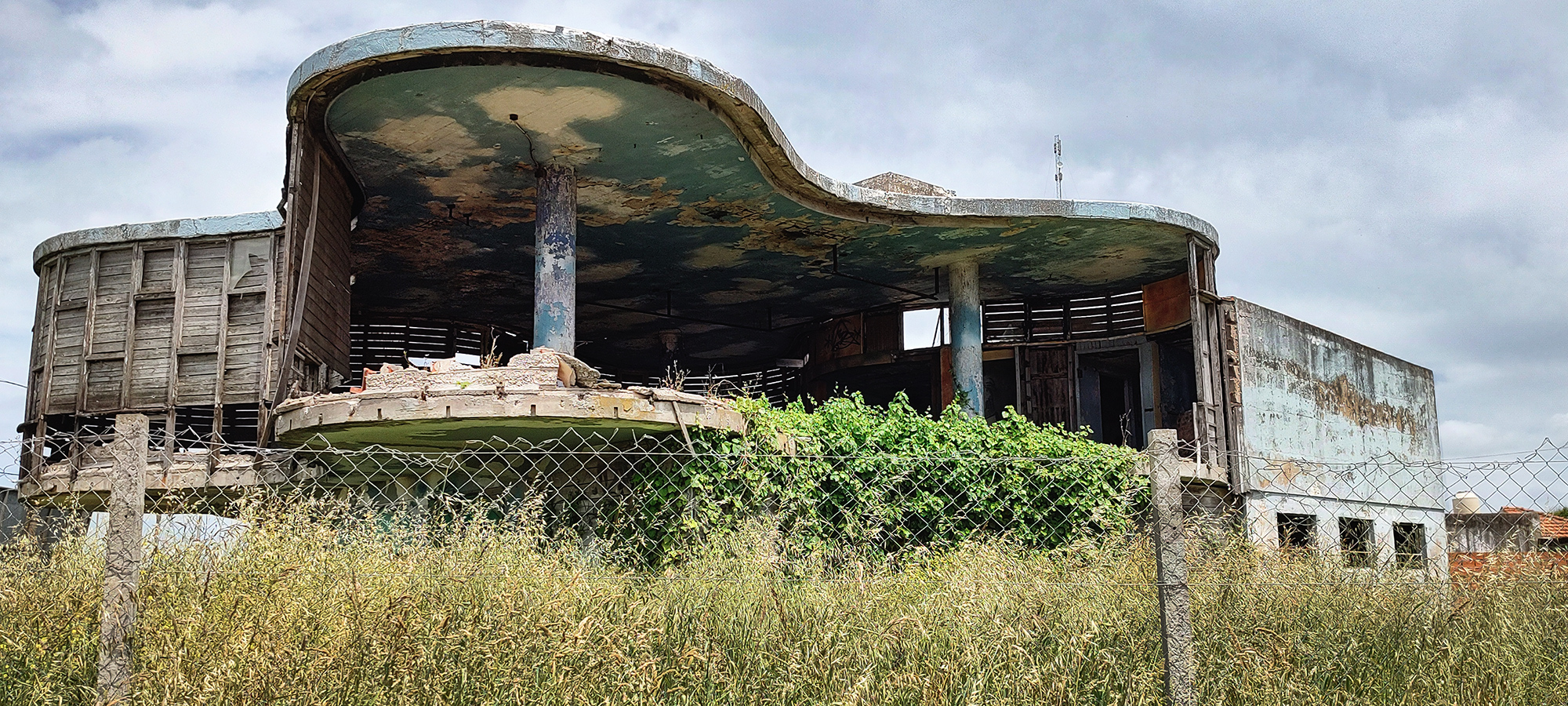
Estado de abandono en 2021

En 2019, en simultáneo con la declaración como monumento histórico, se propuso una restauración del edificio y se iniciaron peticiones en la plataforma Change.org. Existían temores de que el abandono y la corrosión marina (debido a que es una construcción de hormigón expuesto, a 100 metros del mar) hicieran inviable la restauración, pero un informe técnico concluyó que era posible, ya que el daño estructural era leve y muy localizado.